# Književnost u 1870.
◄◄ | ◄ | 1867. | 1868. | 1869. | 1870.  | 1871. | 1872. | 1873. | ► | ►►
Arhitektura • Astronomija • Biologija • Fotografija • Glazba • Kazalište • Kemija • Kiparstvo • Knjige • Književnost • Kršćanstvo • Meteorologija • Medicina • Planinarstvo • Politika • Pravo • Promet • Slikarstvo • Šport • Znanost • Željeznički promet
Književnost u 1870.

## Svijet

### Književna djela
- 20.000 milja pod morem Julesa Vernea

### Rođenja
- 6. svibnja – Safvet-beg Bašagić, bošnjački književnik, znanstvenik, prevoditelj i političar († 1934.)
- 22. listopada – Ivan Aleksejevič Bunjin, ruski književnik († 1953.)

## Vanjske poveznice
|  | Zajednički poslužitelj ima još gradiva o temi Književnost u 1870. |